# Blaze of Glory (Lied)
Blaze of Glory ist ein Song von Jon Bon Jovi aus dem Jahr 1990. Er ist der Titelsong des gleichnamigen Albums, das gleichzeitig den Soundtrack zum Film Blaze of Glory – Flammender Ruhm darstellt. Es handelt sich um Jon Bon Jovis erfolgreichste Solo-Single; sie erreichte in den Vereinigten Staaten und in Australien eine Platin-Auszeichnung. Zugleich erhielt Jon Bon Jovi für den Song einen Golden Globe Award und wurde für den Oscar nominiert. Bekannt ist das Lied auch für das Gitarrensolo, das Jeff Beck als Gastmusiker beisteuerte.

## Hintergrund
Jon Bon Jovi lernte Emilio Estevez kennen, den Hauptdarsteller des Neowesterns Blaze of Glory – Flammender Ruhm. Dieser wünschte sich die Bon-Jovi-Single Wanted Dead or Alive vom 1986er-Album Slippery When Wet als Titelsong für den Soundtrack. Der Song hatte unter anderem Drehbuchschreiber John Fusco als Inspiration zum Sequel zu Young Guns gedient. Doch je mehr Jon Bon Jovi darüber nachdachte, schien ihm ein Song über den Tourwahnsinn seiner Band unpassend für einen Western. Stattdessen bot er an, den Titelsong Blaze of Glory zu schreiben. Je mehr er sich jedoch mit dem Drehbuch vertraut machte, desto mehr Ideen hatte er, bis er schließlich den ganzen Soundtrack für den Film in etwas unter zwei Monaten eingespielt hatte.
Neben dem Titeltrack des Albums wurde das Lied später als einziger Jon-Bon-Jovi-Solosong auf dem Bon-Jovi-Best-of Cross Road (1994) veröffentlicht. Eine Liveversion befindet sich auf der DVD Live from London (1995), dort eingespielt von der Bon-Jovi-Besetzung sowie Hugh McDonald und Steven Van Zandt. Außerdem erschien es auf Bon Jovis 2010er-Album Greatest Hits, ebenfalls als einziger Solosong.

## Besetzung
Zwar wehrte sich Jon Bon Jovi dagegen, das Album als Soloprojekt zu sehen, da er nicht frei in der Gestaltung der einzelnen Songs war, doch entstand der Soundtrack und damit auch die Hauptsingle ohne Beteiligung seiner Hauptband Bon Jovi. Dafür hatte er Gaststars engagiert. So sind auf Blaze of Glory unter anderem Jeff Beck als Leadgitarrist und Aldo Nova an diversen Instrumenten zu hören.
- Gesang, E-Gitarre/12-String, Klavier: Jon Bon Jovi
- Gitarrensolo: Jeff Beck
- Gitarre (akustisch/elektrisch), Synthesizer: Aldo Nova
- Dobro, Slide-Gitarre: Waddy Wachtel
- Bass: Randy D. Jackson
- Schlagzeug, Perkussion: Kenny Aronoff
- Orgel: Benmont Tench

Produziert wurde der Song, wie auch das ganze Album, von Danny Kortchmar und Jon Bon Jovi.

## Versionen
Blaze of Glory erschien am 21. Juli 1990 als Single mit den B-Seites Blood Money und You Really Got Me Now, die ebenfalls beide aus dem Soundtrackalbum stammen. Es existieren außerdem noch weitere Versionen mit Album- und Editversion.
Titelliste US/UK-Version
1. Blaze of Glory – 5:40
2. You Really Got Me Now – 2:18
3. Blood Money – 2:18

Titelliste europäische Version
1. Blaze of Glory – 5:40
2. Blaze of Glory (Edit) – 4:24
3. You Really Got Me Now – 2:18

Die Albumversion beginnt mit einem Ausschnitt des Films, in dem folgender Dialog zwischen den Filmfiguren Josiah Gordon Scurlock und William H. Bonney (Billy the Kid) zu hören ist:  „William H. Bonney, you are not a God.“ – „Why don’t you pull the trigger and find it out?“ („William H. Bonney, du bist kein Gott“ – „Warum drückst du nicht ab und findest es heraus?“)

## Auszeichnungen
Das Lied erhielt eine Oscar-Nominierung in der Kategorie „Bester Song“. Den Preis gewann jedoch Stephen Sondheim mit Sooner or Later (I Always Get My Man) für den Film Dick Tracy. Bei den Golden Globe Awards 1991 wurde Jon Bon Jovi allerdings mit einem Award in der Kategorie „Bester Filmsong“ ausgezeichnet. Außerdem erhielt er einen ASCAP Award.

## Kommerzieller Erfolg

### Chartplatzierungen
Blaze of Glory wurde zur erfolgreichsten Soloveröffentlichung von Jon Bon Jovi und erreichte Platz 1 der Billboard Hot 100 sowie diverse Top-Platzierungen in den Charts anderer Länder. In den Vereinigten Staaten sowie in Australien wurde die Single mit einer Platin-Schallplatte ausgezeichnet.
| ChartsChartplatzierungen       | Höchstplatzierung | Wochen |
| ------------------------------ | ----------------- | ------ |
| Deutschland (GfK)              | 16 (19 Wo.)       | 19     |
| Österreich (Ö3)                | 2 (18 Wo.)        | 18     |
| Schweiz (IFPI)                 | 5 (23 Wo.)        | 23     |
| Vereinigte Staaten (Billboard) | 1 (21 Wo.)        | 21     |
| Vereinigtes Königreich (OCC)   | 13 (8 Wo.)        | 8      |

| ChartsJahrescharts (1990)      | Platzierung |
| ------------------------------ | ----------- |
| Deutschland (GfK)              | 87          |
| Schweiz (IFPI)                 | 22          |
| Vereinigte Staaten (Billboard) | 10          |

### Auszeichnungen für Musikverkäufe
| Land/Region                  | Auszeichnungen für Musikverkäufe (Land/Region, Auszeichnung, Verkäufe) | Verkäufe  |
| ---------------------------- | ---------------------------------------------------------------------- | --------- |
| Australien (ARIA)            | Platin                                                                 | 70.000    |
| Neuseeland (RMNZ)            | Platin                                                                 | 30.000    |
| Vereinigte Staaten (RIAA)    | Platin                                                                 | 1.000.000 |
| Vereinigtes Königreich (BPI) | Silber                                                                 | 200.000   |
| Insgesamt                    | 1× Silber · 3× Platin ·                                                | 1.300.000 |